# Bianca Farriol
Bianca Farriol, née le 18 décembre 2001 à Buenos Aires (Argentine), est une joueuse internationale argentine de volley-ball évoluant au poste de centrale.

## Biographie

### Carrière
Lors de son inscription à l'université de La Matanza — située à San Justo dans la province de Buenos Aires —, son choix de sport s'oriente vers le handball. Conseillée, elle opte finalement pour le volley-ball en raison de son physique. De 2018 à 2020, elle évolue pour le Club Atlético San Lorenzo de Almagro (es), avec lequel elle est finaliste du championnat d'Argentine en 2019 et prend part au Championnat sud-américain des clubs.
A 18 ans, elle rejoint le Championnat de France en s'engageant avec le Béziers Volley. A l'issue de sa première saison, en 2020-2021, le club se classe 2e de LAF derrière l'ASPTT Mulhouse. Le 1er avril 2023, elle fait partie de l'équipe remportant la première Coupe de France de l'histoire du club, face au RC Cannes. Au niveau personnel, elle est la joueuse de Ligue AF 2022-2023 qui inscrit le plus grand nombre de blocs gagnants (97).
En 2023, elle rejoint le Championnat Grec et le club de l'Olympiakos Le Pirée. Lors de sa première saison, elle remporte la Coupe nationale et est finaliste du championnat.

### Équipe nationale argentine
Avec l'équipe d'Argentine des moins de 18 ans, elle participe au Championnat du monde 2017 organisé à domicile, où la sélection se classe 7e.
Avec la sélection des moins de 20 ans, elle est finaliste du Championnat d'Amérique du Sud en 2018, tournoi remporté par le Brésil et où elle est désignée meilleure centrale.
Elle intègre pour la première fois l'équipe d'Argentine lors de la saison internationale 2018, où elle dispute notamment la première édition de la Ligue des nations, conclut à la 16e et dernière place.
Durant l'été 2021, elle prend part aux Jeux olympiques de Tokyo, où les Panthères sont éliminées au premier tour. En septembre 2021, elle termine 3e du Championnat d'Amérique du Sud
Elle fait partie de la liste des 14 joueuses retenues par le sélectionneur Hernán Ferraro (es) pour le Championnat du monde 2022 où l'équipe se classe 16e.
En 2023, elle remporte la Coupe panaméricaine. Elle est également finaliste du Championnat d'Amérique du Sud. En 2024, elle remporte pour la seconde fois la Coupe panaméricaine, après la victoire en finale face aux États-Unis, et est nommée MVP de la compétition.

## Clubs
| Club                      | De        | À         |
| ------------------------- | --------- | --------- |
| CA San Lorenzo de Almagro | 2018-2019 | 2019-2020 |
| Béziers Volley            | 2020-2021 | 2022-2023 |
| Olympiakos Le Pirée       | 2023-2024 | en cours  |

## Palmarès

### En sélection nationale
- Championnat d'Amérique du Sud des moins de 20 ans :
  - Finaliste en 2018.

- Championnat d'Amérique du Sud :
  - Finaliste en 2023.
  - 3e place en 2021.

- Coupe panaméricaine (2) :
  - Vainqueur en 2023, 2024.

### En club
en Argentine
- Championnat d'Argentine :
  - Finaliste en 2019.

en France
- Championnat de France :
  - Finaliste en 2021.

- Coupe de France (1) :
  - Vainqueur en 2023.

- Supercoupe de France :
  - Finaliste en 2021.

en Grèce
- Championnat de Grèce (1) :
  - Vainqueur : 2025.
  - Finaliste en 2024.

- Coupe de Grèce (2) :
  - Vainqueur en 2024, 2025.

- Supercoupe de Grèce (1)
  - Vainqueur en 2024.

### Distinctions individuelles
- Meilleure bloqueuse du Championnat d'Amérique du Sud des moins de 20 ans 2018[12].
- Meilleure centrale du Championnat sud-américain des clubs 2019.
- Meilleure bloqueuse du Championnat de France 2022-23[13].
- Meilleure bloqueuse de la Coupe de Grèce 2024 (16/12 winning blocks/sets)[14].
- Meilleure bloqueuse du Championnat de Grèce 2023=24 (60/58 winning blocks/sets)[15].
- MVP et Meilleure centrale de la Coupe panaméricaine 2024[16].
- Meilleure bloqueuse de la Coupe de Grèce 2025 (10 winning blocks)[17].